# Daïra de Bordj Emir Khaled
La daïra de Bordj Emir Khaled est une circonscription administrative algérienne située dans la wilaya d'Aïn Defla. Son chef-lieu est situé sur la commune éponyme de Bordj Emir Khaled.

## Communes de la daïra
La daïra de Bordj Emir Khaled regroupe les trois communes de Bordj Emir Khaled (chef-lieu), Bir Ould Khelifa et Tarik Ibn Ziad.

## Histoire
Le jeudi 16 juillet 2015 au soir, à la fin du jeûne de Ramadan, puis le lendemain jour de l'Aïd el-Fitr, le groupe armé AQMI a réalisé une double attaque contre l'armée régulière algérienne, dans le Djebel Louh près du Râs Tifrane, sur le territoire de la commune de Tarik Ibn Ziad, appartenant à la daïra de Bordj Emir Khaled. 
Cet attentat a fait au moins onze victimes du côté de l'armée,.